# Wings University Tour
Wings University Tour – pierwsza trasa koncertowa grupy Wings, w jej trakcie odbyło się jedenaście koncertów.

## Program koncertów
1. "Lucille"
2. "Give Ireland Back to the Irish"
3. "Blue Moon of Kentucky"
4. "Seaside Woman"
5. "Help Me Darling"
6. "Some People Never Knows"
7. "The Mess"
8. "Bip Bop"
9. "Say Darling"
10. "Smile Away"
11. "My Love"
12. "Henry's Blues"
13. "Wild Life"
14. "Give Ireland Back To The Irish"
15. "Long Tall Sally"

## Lista koncertów
1. 9 lutego 1972 – Nottingham – Nottingham University
2. 10 lutego 1972 – York – University of York
3. 11 lutego 1972 – Kingston upon Hull – Hull University
4. 13 lutego 1972 – Newcastle upon Tyne – Newcastle University
5. 14 lutego 1972 – Lancaster – Lancaster University
6. 16 lutego 1972 – Leeds – Leeds University
7. 17 lutego 1972 – Sheffield – Sheffield University
8. 18 lutego 1972 – Salford – Salford University
9. 21 lutego 1972 – Birmingham – Birmingham University
10. 22 lutego 1972 – Swansea – Swansea University
11. 23 lutego 1972 – Oksford – Oxford University